# Tibe
Lory Muratti, conosciuto anche con lo pseudonimo Tibe (Varese, ...), è uno scrittore, musicista e disc jockey italiano.

## Biografia
Cresciuto dalla famiglia Tiberio che lo adotta alla nascita a causa della precoce scomparsa della madre naturale, acquisisce di questi ultimi anche il cognome e pubblica libri e dischi nascondendosi per circa un decennio dietro sotto lo pseudonimo "Tibe". Manterrà questo pseudonimo fino al 2013 quando inizierà a usare il nome di Lory Muratti.
Dopo il conseguimento del diploma presso il "Liceo Classico E. Cairoli" di Varese, frequenta il DAMS a Bologna avviando in quegli anni una produzione musicale profondamente influenzata dalle sonorità post punk e new wave dei primi anni ottanta.
Ilaria si fa tesa, Sirenetta H, Plastìk sono solo alcuni dei progetti che realizza tra il 1994 e i primi anni duemila.
Risale invece al 2002 la sua collaborazione con il cantautore Garbo. All'interno del cd Blu (2002, Mescal/Sony Music) scrive infatti due brani e collabora alla produzione del lavoro sempre sotto lo pseudonimo "Tibe".
Ne segue un tour con i Sirenetta H di cui cura gli arrangiamenti. A coronamento di questa esperienza Mescal pubblica nel 2003 Migliaia di rose Live, un EP registrato dal vivo all'Estragon Club di Bologna e mixato allo studio Esagono di Rubiera. Nello stesso periodo collabora come chitarrista alle esibizioni live dello storico duo elettro-punk dei Krisma.
Nella primavera del 2003 immagina e realizza il laboratorio creativo "H Park" all'interno del quale confluiscono fino alla primavera del 2005 le sue diverse attività legate alla produzione musicale e alla sperimentazione in ambito visivo. Contemporaneamente all'attività come musicista appare infatti come “Tibe” nelle vesti di Dj all'interno di numerosi eventi fra i quali Cornetto Free Music Festival (2003), Heineken Halloween Night (2003), Torino 2006 Swatch Countdown (2004) e in svariati club italiani e inglesi. Londra diventa la sua seconda casa e luogo di raccolta di nuove suggestioni musicali e letterarie che influenzano profondamente le successive produzioni.
Le esperienze accumulate a contatto con artisti del panorama indipendente internazionale lo portano a collaborare anche con importanti brand nelle vesti di art director, curatore e video artista.
Si occupa così delle video installazioni e delle sonorizzazioni di svariati eventi per Nokia, Algida, Sony Ericsoon, H3G, Heineken, Citroën e Bmw.
Risale allo stesso periodo la direzione artistica e la realizzazione della colonna sonora per lo spot della campagna "Bambini Invisibili" di UNICEF dove utilizza immagini scattate in zone di guerra dal fotografo modenese Luigi Ottani.
Nel 2005 Arnoldo Mondadori Editore pubblica il suo esordio letterario Valido per due, un "romanzo on the road" caratterizzato da due piani narrativi, il "piano della realtà" ambientato durante otto anni di Heineken Jammin' Festival e il "piano della memoria" caratterizzato da “lettere mai spedite” ad una misteriosa ragazza di nome Ecli che, dopo aver partecipato alla prima edizione del famoso festival insieme al protagonista, fa perdere le proprie tracce.
Il rapporto con l'editrice milanese si rinsalda nel 2007 con la pubblicazione di Hotel Lamemoria, cofanetto contenente un romanzo di dodici capitoli e un concept album di dodici tracce ispirato alla storia narrata nel libro.
Con questo lavoro Tibe crea un nuovo modo di comunicare attraverso musica e letteratura che, da questo momento in avanti, procedono affiancate nelle sue produzioni come due anime della stessa creazione.
Il romanzo, ambientato tra Londra, Lugano, Venezia e il Lago Maggiore, segue infatti le vicende ispirate alla vita dello stesso Muratti che è il protagonista della storia, impegnato nell'affannosa ricerca della verità su un padre assente e dal torbido passato. Il disco allegato vede le collaborazioni tra gli altri di Zeno Gabaglio, Andy e Livio Magnini dei Bluvertigo, Pietro Pirelli ed Emidio Clementi dei Massimo Volume.
Tra il 2008 e il 2012, in parallelo alla gestazione di nuovi progetti, collabora alla direzione artistica di vari club e caffè letterari proponendo eventi caratterizzati dalla contaminazione fra forme d'arte differenti.
Nello stesso periodo dà vita al collettivo visionario e casa di produzione “the house of love” creando una rete di contatto tra artisti “portatili”, intellettuali sovversivi e nuovi bohemien che tuttora collaborano al suo percorso di artista.
Nel 2008 appare con "55' per 80 strumenti nella casa dell'amore - Fake Plastic Trees" tra gli autori di Narradiohead (Baldini Castoldi Dalai Editore) un'antologia di racconti ispirati alle canzoni della formazione guidata da Thom Yorke.
Nell'autunno del 2009 la casa editrice Trarari Tipi pubblica e presenta in anteprima, in occasione di "Arte Libro 2009", Primavera Influenza, un romanzo breve che riconferma una linea di produzione artistica incentrata sulla commistione tra diversi linguaggi. Ambientato in un non-luogo surreale, descritto e commentato da immagini di luce scattate con l'ausilio di una tecnica a lunga esposizione, il romanzo narra il passaggio del protagonista dal mondo monotono e reale dell'Altrove a quello luminoso e psichedelico dell'Influenza.
Nel corso del 2010 collabora con Nicola Evangelisti alla sonorizzazione dell'opera Light Pulse e partecipa a Luminale Frankfurt.
Nel giugno 2011 si apre la 54. mostra internazionale d'arte Biennale di Venezia alla quale Tibe partecipa con "everything became clear in a flash", sound design da lui prodotto, suonato e arrangiato per la personale dedicata al creatore del famoso videogame Oddworld, Lorne Lanning.
Nello stesso anno partecipa con la suddetta sonorizzazione anche al Lucca Comics and Games e pubblica il saggio-racconto ispirato a un viaggio realmente vissuto assieme a Lanning nell'antologia edita da Skira Neoludica. Arte e Videogames.
Sempre nel 2011 partecipa alla lunga tournée “ricoveri virtuali e sexy solitudini” della band italiana Marlene Kuntz con i quali dà vita a un incipit teatral-musicale del concerto ispirato alla vicenda familiare dei Muratti.

## Lory Muratti
Dal 2013, con la pubblicazione del romanzo Scintilla, che sarà seguito nell'autunno da un disco omonimo, Tibe svela la sua vera identità e inizia una nuova fase della sua attività col nome Lory Muratti.

## Dischi e pubblicazioni sotto lo pseudonimo "Tibe"

### Coi Plastìk
- 1999 – Plastìk (cd) – La Casa/White & Black

### Coi Sirenetta H
- 1997 – Sirenetta H "AA. VV. - Soniche Avventure III" (cd) - Fridge Records
- 2002 - Ghost Town "13 Tracks from the Lakes' County"(cd)- Ghost Records
- 2003 – La danza dei tetti (cd) – H Park

### Con Garbo
- 2002 - Garbo Blu (cd) - Mescal/Sony Music
- 2003 – Migliaia di rose Live (cd) - Mescal/Sony Music

### Come scrittore
- 2005 - Valido per due (romanzo) - Arnoldo Mondadori Editore, Piccola Biblioteca Oscar
- 2007 - Hotel Lamemoria (romanzo + cd) - Arnoldo Mondadori Editore, Piccola Biblioteca Oscar
- 2008 - Narradiohead (1 di 21 capitoli) - Baldini Castoldi Editore, Icone
- 2009 - Primavera Influenza (romanzo breve) - Trarari Tipi